# 馬西登 (紐約州)
馬西登（英語：Macedon）是一個位於美國紐約州韋恩縣的鎮。

## 人口
根據2020年美國人口普查的數據，馬西登的面積為100.64平方千米，當中陸地面積為100.18平方千米，而水域面積為0.46平方千米。當地共有人口9270人，而人口密度為每平方千米92人。